# (100250) 1994 RN15
(100250) 1994 RN15 es un asteroide perteneciente al cinturón de asteroides, descubierto el 3 de septiembre de 1994 por Eric Walter Elst desde el Observatorio de La Silla, Chile.

## Designación y nombre
Designado provisionalmente como 1994 RN15.

## Características orbitales
1994 RN15 está situado a una distancia media del Sol de 2,348 ua, pudiendo alejarse hasta 2,823 ua y acercarse hasta 1,872 ua. Su excentricidad es 0,202 y la inclinación orbital 5,077 grados. Emplea 1314 días en completar una órbita alrededor del Sol.

## Características físicas
La magnitud absoluta de 1994 RN15 es 16,5. Tiene 3,433 km de diámetro y su albedo se estima en 0,054.